# Јуп Хајнкес
Јозеф Јуп Хајнкес (Менхенгладбах, 9. мај 1945) је бивши немачки фудбалски тренер и фудбалер.

## Биографија
Играо је на позицији нападача. Највећи део играчке каријере провео је у Борусији Менхенгладбах, с којом је освојио четири национална првенства, један куп и један Куп УЕФА. Освојио је и Европско првенство 1972. и Светско првенство 1974. са немачком репрезентацијом.
Највеће успехе као тренер постигао је у Борусији Менхенгладбах, минхенском Бајерну и мадридском Реалу. Са Бајерном је освојио Лигу шампиона 2013. а са Реалом Лигу шампиона 1998.

## Статистика

### Као играч
| Сезона              | Клуб                   | Ута./Гол. | Титуле                                             |
| ------------------- | ---------------------- | --------- | -------------------------------------------------- |
| 1966—1967 1970—1978 | Борусија Менхенгладбах | 283 / 195 | Првенство: 1971, 1975, 1976, 1977. Куп: 1973.      |
| 1967—1970           | Хановер                | 86 / 25   |                                                    |
| 1967—1976           | Немачка                | 39 / 14   | Европско првенство: 1972. Светско првенство: 1974. |

### Као тренер
| Сезона    | Клуб                   | Титуле                                               |
| --------- | ---------------------- | ---------------------------------------------------- |
| 1979—1987 | Борусија Менхенгладбах |                                                      |
| 1987—1991 | Бајерн                 | Првенство: 1989, 1990. Немачки суперкуп: 1987, 1989. |
| 1992—1994 | Атлетик Билбао         |                                                      |
| 1994—1995 | Ајнтрахт Франкфурт     |                                                      |
| 1996—1997 | Тенерифе               |                                                      |
| 1997—1998 | Реал Мадрид            | Лига шампиона: 1998. Шпански суперкуп: 1997.         |
| 1999—2000 | Бенфика                |                                                      |
| 2001—2003 | Атлетик Билбао         |                                                      |
| 2003—2004 | Шалке                  | Интертото куп: 2003, 2004.                           |
| 2006—2007 | Борусија Менхенгладбах |                                                      |
| 2009      | Бајерн                 |                                                      |
| 2009—2011 | Бајер Леверкузен       |                                                      |
| 2011—2013 | Бајерн                 | Лига шампиона: 2013. Првенство 2013. Куп: 2013.      |
| 2017—2018 | Бајерн                 | Првенство: 2018.                                     |